# Gărzi! Gărzi!
Gărzi! Gărzi! (1989) (titlu original Guards! Guards!) este al optulea roman al seriei Lumea Disc, creată de Terry Pratchett. Este primul roman care se ocupă de Garda Orașului, iar acțiunea lui a stat la baza jocului Discworld.

## Intriga
Narațiunea urmărește încercarea unei frății secrete, Unica și Suprema Lojă a Frăției Deslușite a Nopții de Catran, de a-l detrona pe Patricianul din Ankh-Morpork și de a înscăuna un rege-marionetă aflat sub controlul Marelui Maestru Suprem (secretarul Patricianului Vetinari, Lupine Wonse). Folosind o carte de vrăji furată, ei invocă un dragon care să semene teroarea printre locuitorii Ankh-Morporkului.
După ce s-a creat o stare de teroare și panică satisfăcătoare, Marele Maestru Suprem propune să fie chemat un "moștenitor" al tronului, care să ucidă dragonul, eliberând orașul de tiranie. Este nevoie de Garda de Noapte - Capitanul Vimes, Sergentul Colon, Caporalul Nobbs și un voluntar nou, Morcove Îiînfundăsson - pentru a-i opri, aceasta fiind ajutată de Bibliotecarul Universității Nevăzute, un urangutan ca vrea să dea de urma cărții furate.
Garda se află într-o stare jalnică; membri ei sunt considerați niște incompetenți care doar se plimbă și sună din clopoțel, ceea ce este în mare parte adevărat. Sosirea lui Morcove schimbă însă lucrurile, deoarece acesta a învățat Legile și Ordonanțele Orașelor Ankh și Morpork și, în prima sa zi de lucru, încearcă să îl aresteze pe capul Breslei Hoților pentru furt (Breslei Hoților i se permite o cotă de furt legal sub licență, lucru despre care nu se pomenește în vechea carte de Legi). Entuziasmul lui Morcove îl trezește pe Vimes, care realizează că Garda trebuie să prevină fărădelegile, nu să le ignore. Vimes investighează problema apariției dragonului, iar ancheta îl conduce la Sybil Ramkin, o crescătoare de dragoni de mlaștină. Ramkin dăruiește Gărzii un dragon nedezvoltat, Errol, care să servească drept mascotă.
La început, conducătorul Frăției Deslușite reușește să controleze dragonul, alungându-l, dar nu are habar despre capacitățile acestuia. Dragonul revine și se autoproclamă Rege al Ankh-Morporkului, cerând cetățenilor orașului să îi aducă aur și să sacrifice regulat o fecioară. 
Puțin după aceea, Vimes este încarcerat în aceeași celulă cu Patricianul, care duce o viață destul de confortabilă cu ajutorul șobolanilor pe care îi folosește pe post de spioni. Bibliotecarul îl ajută pe Vimes să evadeze și să pornească în ajutorul Sybilei, care a fost aleasă să fie prima fecioară sacrificată. Dragonul de mlaștină al Gărzii, Errol, își reorganizează sistemul digestiv pentru a deveni un motor cu reacție supersonic și se luptă cu regele, pe care reușește să îl doboare de pe cer cu o undă de șoc. În timp ce mulțimea îl înconjoară pe rege pentru a-l ucide, Sybil o imploră să îl lase în viață. Morcove îl arestează, dar Errol îl lasă să evadeze, motivând că este o femelă, iar lupta dintre ei fusese un ritual de împerechere.
Sam Vimes vrea să îl aresteze pe Lupine Wonse, dar îi provoacă accidental moartea când îi cere lui Morcove "să îi dea cu legea în cap". Omul încerca să invoce un alt dragon, dar moare prăbușindu-se printr-o podea găurită, după ce fusese lovit de Legea și Ordonanțele Orașelor Ankh și Morpork.
Patricianul redevine conducătorul orașului și oferă Gărzii tot ce își dorește aceasta drept recompensă. Membrii ei cer o mică creștere a soldei, un ceainic nou și o țintă cu săgeți.

## Adaptări
Romanul a fost adaptat ca:
- un serial de 6 episoade la BBC Radio 4 (23 nov. - 28 dec. 1992), dramatizare de Michael Butt, cu John Wood (Vimes), Robert Gwilym (Morcove), Crawford Logan (Vetinari), Helen Atkinson-Wood (Lady Ramkin), Brett Usher (Marele Maestru Suprem), Martin Jarvis (naratorul).[3]
- o piesă de teatru amator cu un scenariu semnat de Stephen Briggs (1993) (scenariu publicat ulterior, în 1997).[4]
- o piesă de teatru profesionist cu un scenariu semnat de Geoffrey Cush, cu Paul Darrow (1998).[5]
- un roman grafic de la "Big Comic" bazat pe scenariul lui Briggs, cu ilustrații de Graham Higgins (2000).[6]
- o piesă audio prezentată live la Dragon*Con în 2001, adaptată de David Benedict și jucată de ARTC (Atlanta Radio Theatre Company).[7] În semn de prețuire, ARTC a făcut o donație către Fundația Internațională a Urangutanilor.[8]
- un joc video inspirat de acțiunea cărții, cu Vânturache înlocuindu-l pe Sam Vimes.[2]